# Опережающее обучение
Опережающее обуче́ние — вид обучения, при котором краткие основы темы даются преподавателем до того, как начнется изучение её по программе. Краткие основы могут даваться как тезисы при рассмотрении смежной тематики, так и представлять собой ненавязчивые упоминания, примеры, ассоциации. Предполагается, что опережающее обучение эффективно при изучении темы, трудной для восприятия. Опережающее обучение подразумевает развитие мышления учащихся, опережающее их возрастные возможности.

## Различные определения
Чёткого определения в трудах конкретных педагогов или энциклопедиях не приводится. Тем не менее в работах Л. В. Занкова и С. Н. Лысенковой даются неполные определения и описываются частные случаи применения опережающего обучения на практике.
- В теории обучения Л. В. Занкова автор подходит почти вплотную к определению "опережающего обучения". Согласно его теории, вся эффективная организация обучения направлена на активизацию, развитие мыслительной деятельности обучаемого, формирование способности самостоятельно добывать знания в сотрудничестве с другими обучаемыми, то есть саморазвиваться. Но чёткого определения "опережающего обучения" Л. В. Занков не даёт.
- Другой попыткой сформулировать определение следует считать работы С. Н. Лысенковой  (недоступная ссылка), которая одной из первых выдвинула необходимость опережения при обучении школьников. Основами опережающего обучения согласно теории С. Н. Лысенковой [1][2] являются:

1. Комментируемое управление, как возможность налаживания обратной связи учитель — ученик, экономии времени на уроке, воспитание самостоятельности, внимание, умение сосредотачиваться.
2. Опоры: большие опоры — схемы, малые опоры — карточки. Схема — опора мысли ученика, опора его практической деятельности, связующие звено между учителем и учеником. Опорные схемы — это оформленные в виде чертежа, рисунка выводы, которые рождаются в момент объяснения. Они позволяют включить каждого ученика в активную деятельность на всех уроках, довести представления по изучаемой теме до формирования понятий, устойчивых навыков.